# 逮捕の瞬間!密着24時
『逮捕の瞬間!密着24時』（たいほのしゅんかん! みっちゃく24じ）は、フジテレビ系列で不定期に放送されているドキュメンタリー番組（いわゆる「警察24時」もの）である。第5回以降は『逮捕の瞬間!警察24時』のタイトルで放送されている。

## 放送内容
カメラがとらえた犯人逮捕の瞬間や、犯罪捜査の裏側に密着取材する。
2019年11月17日放送回以降はスタジオ収録のコメント部分が加わり、司会はタカアンドトシと岡田結実、ゲストパネラーと警察ジャーナリストがコメンテーターとして解説する。なお、スタジオコメントを加えた構成は1995年〜2000年に放送された『犯罪パニック24時!!逮捕の瞬間100連発』から19年ぶりとなる。

## 放送日・タイトル
※時刻はすべてJSTで記載する。
| 回     | 放送日時               | サブタイトル                                                                   | 備考             |
| 2014年 | 2014年                 | 2014年                                                                         | 2014年           |
| ------ | ---------------------- | ------------------------------------------------------------------------------ | ---------------- |
| 01     | 03月18日 19:00 - 20:54 | 全国熱血刑事vs凶悪犯                                                           | カスペ!枠        |
| 02     | 09月09日 19:00 - 20:54 | 危険ドラッグ・ネット売春・闇カジノ…執念の捜査が導いた新事実 最新犯罪を大捜査SP | カスペ!枠        |
| 2015年 |                        |                                                                                |                  |
| 03     | 03月17日 19:00 - 20:54 | 執念の空陸大追跡SP                                                             | カスペ!枠        |
| 04     | 10月02日 18:30 - 20:54 | これが捜査の最前線だ                                                           | -                |
| 2016年 |                        |                                                                                |                  |
| 05     | 02月12日 19:00 - 20:54 | -                                                                              | 日曜ファミリア枠 |
| 特別編 | 08月28日 19:00 - 20:54 | 〜悪と闘う熱血刑事たちの22年〜                                                 | 日曜ファミリア枠 |
| 06     | 12月30日 21:00 - 22:52 | 歳末SP〜2016捜査の最前線vs蘇る衝撃事件〜                                       | 金曜プレミアム枠 |
| 2017年 |                        |                                                                                | 金曜プレミアム枠 |
| 07     | 04月7日 19:00 - 21:49  | -                                                                              | 金曜プレミアム枠 |
| 08     | 010月1日 19:00 - 21:54 | -                                                                              | ニチファミ!枠    |
| 09     | 12月3日 19:00 - 21:54  | -                                                                              | ニチファミ!枠    |
| 2018年 |                        |                                                                                |                  |
| 10     | 04月13日 19:00 - 21:49 | -                                                                              | 金曜プレミアム枠 |
| 11     | 10月14日 19:00 - 21:48 | -                                                                              | ニチファミ!枠    |
| 2019年 |                        |                                                                                |                  |
| 12     | 01月13日 19:00 - 21:54 | -                                                                              | -                |
| 13     | 06月16日 19:00 - 20:54 | 令和・新時代の名物刑事 全国「指名手配」完全追跡SP                              | -                |
| 14     | 11月17日 19:00 - 21:54 | 防犯カメラは見た!犯人を完全追跡SP                                              | 日曜THEリアル!枠 |
| 2020年 |                        |                                                                                |                  |
| 15     | 03月01日 19:00 - 21:54 | 消えた犯人&謎の通報者を完全追跡SP                                              | 日曜THEリアル!枠 |
| 16     | 10月18日 20:00 - 21:54 | コロナ禍で闘う警察官SP                                                         | 日曜ワンダー!枠  |
| 2021年 |                        |                                                                                |                  |
| 17     | 01月17日 20:00 - 21:54 | コロナ時代に闘う!熱き警察官SP                                                  | 日曜ワンダー!枠  |
| 18     | 04月16日 19:00 - 21:58 | 犯罪は絶対に許さない!闘う熱血刑事SP                                            | -                |
| 19     | 08月22日 19:00 - 21:54 | 犯人を逃がすな!スゴ腕刑事 執念の大追跡SP                                       | 日バラ8枠        |
| 2022年 |                        |                                                                                |                  |
| 20     | 02月06日 19:00 - 21:54 | 犯人を逃がすな！スゴ腕刑事 執念の大追跡SP                                      | 日バラ8枠        |
| 21     | 07月12日 19:00 - 21:00 | スゴ腕刑事 怒りの大捜査線SP                                                    | -                |
| 22     | 10月04日 19:00 - 21:00 | 逃走犯vsスゴ腕刑事 緊迫の大追跡SP                                              | -                |
| 23     | 11月27日 19:00 - 21:54 | 熱き警察官のお仕事SP                                                           | -                |
| 2023年 |                        |                                                                                |                  |
| 特別編 | 05月02日 13:50 - 15:45 | 熱血刑事が大追跡編                                                             | -                |
| 特別編 | 07月15日 16:00 - 17:30 | 2023夏の特別編                                                                 | 土曜スペシャル枠 |
| 24     | 10月31日 19:00 - 21:00 | 2023秋 密着!熱血スゴ腕刑事 大追跡SP                                            | -                |

## スタッフ
＃24（2023年10月24日放送分）
- ナレーション：屋良有作、笹谷優子
- テーマ曲：Police24（＃13 - ）
- 音楽：櫻井真一、森脇正敏（櫻井・森脇→＃13 - ）
- 構成：福岡ナヲト
- 編集：田村義景
- MA：深沢一友
- 音効：星川秀一、齋藤宏之
- CG：北岡誠、堀口欣也
- 撮影：栗山誠一
- 【スタジオ】
  - TD／SW：大嶋徹
  - CAM：木戸亜由美
  - VE：原由樹
  - AUD：村脇昭一
  - 照明：毛利克也
  - マルチ：河本祥太
  - 美術プロデューサー：古川重人（フジテレビ／フジアール）
  - デザイン：永井達也（フジテレビ／フジアール）
  - アートコーディネーター：服部孝志（フジアール）
  - アクリル装飾：堀内重彰
  - 大道具：新屋貴之
  - 電飾：桑島亮太
  - メイク：山田かつら
- 技術協力：共テレ、fmt（fmt→＃15 - ）、fro-less、第一音響、テレサイト、M.MIX、ジェイ・ビジョン、プロセンスタジオ
- 協力：警察庁、取材を取り込んだ各都道府県警察
- 編成：近藤篤正（フジテレビ）
- 広報：長田裕依（フジテレビ）
- 監修：村瀬貴文（ヴァスコ・ダ・ガマ法律会計事務所、＃5 - ）
- TK：清水雅子
- AD：深井健吾、清田悠介
- 制作デスク：浅野真紀、永島聖子
- AP：高橋彩乃
- ディレクター：柴田基和、織田勇気（織田→＃4までAD）、吉田匠
- チーフディレクター：近田聡（＃4までディレクター）
- プロデューサー：成田一樹（フジテレビ）、小泉恵一
- 制作協力：SJK
- 制作：フジテレビ ニュース総局 情報制作局 情報企画開発部
- 制作著作：フジテレビ

### 特別編
2023年7月15日放送分
- ナレーション：屋良有作
- テーマ曲：Police24
- 音楽：櫻井真一、森脇正敏
- 構成：福岡ナヲト
- 編集：田村義景
- MA：深沢一友
- 音効：星川秀一、齋藤宏之
- 技術協力：共テレ、ヌーベルメディア、プロセンスタジオ、fro-less、第一音響、M.MIX、カムクルー
- 協力：警察庁、取材を取り込んだ各都道府県警察
- 編成：加藤愛理（フジテレビ）
- 広報：井坂匠（フジテレビ）
- TK：盛山潮里
- 監修：村瀬貴文（ヴァスコ・ダ・ガマ法律会計事務所）
- 制作デスク：浅野真紀、鄭允姫
- AP：高橋彩乃
- AD：深井健吾、清田悠介
- ディレクター：柴田基和、織田勇気
- チーフディレクター：近田聡
- プロデューサー：成田一樹・西村陽次郎（フジテレビ）、小泉恵一
- 制作協力：SJK
- 制作：フジテレビ ニュース総局 情報制作局 情報企画開発部
- 制作著作：フジテレビ

#### 過去のスタッフ
- 構成：張眞英（＃2まで）
- ナレーション：石井康嗣（＃3）、川上まり（＃21 - ）
- 編集：小島嘉隆、千葉南、藤本一貴（＃5）、小山航平、樋口学（樋口→＃5 - 12）、高橋萌、荒井優析、清水友紀（荒井・清水→＃13 - ）、儀藤南月（＃17）
- CG：瀬尾宙（＃1）、足立彰、萩原明（2人共→＃3）、落合陽三（＃2,8）、齋藤功（＃3,5,8,11）、塩井武志（＃11）、山本亮太
- ロサンゼルス取材：森尻麦、松本克己、谷戸靖也
- 【スタジオ】
  - モニター：石田将矢
  - マルチ：酒井勇輔
  - 大道具：宮路博貴、井田正也
  - 電飾：後藤佑介
  - メイク：小林希
- 技術協力：ヴイ・ビジョンスタジオ（＃2まで）、br@in、Fes inc.、カムクルー、ヌーベルメディア（＃2まではSky&Roadと表記）、東京チューブ（TUBE→＃15 - ）、コスモ・スペース
- 編成：松本祐紀、情野誠人、増本淳、橋本英司、武田誠司、前田泰成、加藤愛理（以上フジテレビ、松本→＃1、情野→＃2、増本→＃3 - 5、橋本→＃6 - 12、武田→＃13 - 、前田→＃17 - ）
- 広報：為永佐知男、佐藤未郷、高木秀幸、根本智史、田中奈美、村山彩夏（以上フジテレビ、為永→＃1、佐藤→＃2 - 10、高木→＃11,12、根本→＃13 - 、田中→＃17 - ）
- 監修：山田秀雄、安冨潔（共に山田・尾崎法律事務所、山田・安冨→#1,2）
- 取材：古川祥行、水口智博、田村雄一、武田敏和、杉山幸司
- 撮影：藤井聡、井上敏彦、野口貴裕、田村雄一、高安融彦、長谷川聡、竹内朝海、冨田将史、高橋勉、立花宣、成瀬知一、佐々木淳至、小林真土、道岡誠、マトウェイ・コロゾフ、尾崎紘史、山本忠勝、山本洋、東堤圭祐、高橋龍斗、勝正輝
- 制作デスク：早光未和（早光→＃8）、鄭允姫（鄭→＃11 - ）
- TK：上野和美、盛山潮里（＃15 - ）
- AD：渡邉大河（＃2,3）、大野弘樹（＃4）、植村将大（＃5）、高橋信博、齊藤滋、石井里奈、松村晧一朗
- ディレクター：山口加那子（山口→＃8）、加藤未来
- プロデューサー：井上寿也、森憲一、西村陽次郎（フジテレビ、井上→＃1 - 4、森→＃5 - 12、西村→＃11 - 23）